# Pascal Garnier (ingénieur)
 (octobre 2021).
Si vous disposez d'ouvrages ou d'articles de référence ou si vous connaissez des sites web de qualité traitant du thème abordé ici, merci de compléter l'article en donnant les références utiles à sa vérifiabilité et en les liant à la section « Notes et références ».
Pour les articles homonymes, voir Garnier et Pascal Garnier.
Pascal Garnier, né le 18 février 1872 dans le 10e arrondissement de Paris et mort en 1898 à Coolgardie (Australie), est un voyageur et ingénieur français des arts et manufactures, aîné des trois fils de l'ingénieur Jules Garnier. 

## Biographie
Fils de Jules Garnier et de Jeanne Marie Sanlaville, son épouse, Benoît Marc Marie Pascal Garnier naît à Paris en 1872.
Les événements de sa vie se découvrent à travers les trois principaux voyages qu'il a effectués : au Transvaal, en Nouvelle-Zélande et en Australie. Son frère Gilbert le décrit ainsi dans ses Mémoires : « Il y avait chez Pascal un curieux mélange de rudesse et de bonté... Ses bourrades que je supportais sans rancune, n’étaient rien auprès des moqueries dont il m’accablait parfois... Mais en revanche combien de fois, au collège ne vint-il pas à mon secours en livrant bataille... » [réf. nécessaire]
De ses études nous ne connaissons pas grand-chose sinon qu’il intégra les rangs de la jeune École centrale Paris. Il se montre rapidement un ingénieur talentueux. Après son service militaire comme officier de réserve à Orléans, il passe quelque temps à La Pierre, chargé de surveiller et de gérer les propriétés acquises par son père en 1882, les nombreuses prairies, vignes et métairies dispersées dans le Haut Beaujolais notamment à Vernay. À La Pierre il habite « sa tour pointue »[réf. nécessaire]. 

### L'Afrique du Sud
Son premier voyage est pour l’Afrique du Sud et plus exactement le Transvaal. Il y est envoyé pour le compte de Monsieur de Bizemont et de l'Association des Voyageurs Français dont il fait partie avec son père malgré son jeune âge. Son travail consiste en une prospection des mines d’or de la région. Il arrive à Johannesbourg le 7 février 1895, âgé de 23 ans. Il décrit le pays dans une lettre à sa famille datée du 29 mars 1895 : « Pour moi qui connaît l'Auvergne, mais l’Auvergne sans arbres, du côté de Mezeux, par exemple, je compare le Transvaal à cette partie de l’Auvergne. Même immensité de plaines légèrement vallonnée par de petites collines, même affleurement de pierres grises calcinées par le soleil. Pas un seul arbre, rien que des buissons rabougris et épineux. Les rivières sont pleines de poissons, mais il est dangereux de s’approcher trop près parce que les bords sont très boueux et remplies d’herbes aquatiques ».
De mars à avril, il se rend à Klerksdorp, à environ 120 kilomètres de Johannesbourg, puis repasse par cette même ville afin de se rendre à Lydenburg en août pour continuer son travail de prospection. Le 21 juin 1895 il fait connaître à la Société de Géographie les raisons de la formation de l’or dans le charbon qu’il est le premier à constater officiellement. Il émettra par la suite avec son père une théorie sur la formation géologique aurifère. Son père en sera récompensé en étant nommé membre d’honneur de la South African Geological Society, non sans laisser une place d’honneur à son fils. Pascal Garnier rapporte en outre de ce premier voyage quelques études anthropologiques sur les Boers. En novembre 1895, il prend le train de Pretoria pour le Mozambique, traversée qu’il narre en quelques pages[Où ?], afin de revenir en France en passant par le canal de Suez.
Jules Garnier rédige l’année suivante (1896) une partie des notes rapportées par son fils : L’or et le diamant au Transvaal et au Cap. Ces notes nombreuses portent également sur ce pays nouveau et ses habitants. Plusieurs fois ses écrits s’intitulent « les mines d’or, les habitants du Transvaal » laissant supposer une ébauche de relation de voyage.

### La Nouvelle-Zélande
Pascal Garnier est alors chargé d’une mission d’étude industrielle et minérale en Nouvelle-Zélande pour le compte de la Société des ingénieurs civils de France et sous la direction de son père resté en métropole. Il joue alors le rôle d’agent de cette société. 
Il s'attache à l’étude des mines et des propositions de ventes de celles-ci. Il débarque à Auckland, ville principale de l’île du nord, le 15 août 1896 aux termes d’une traversée de l’Océan Pacifique passant par Honolulu. Il découvre un pays pluvieux et battu par les vents, couvert de marais et de fougères qui lui rappellent la Sologne et plus généralement l’Europe comme il l’écrit à son oncle Eugène Sanlaville. Il déplore l’absence de bon gibier à chasser, s’étonne de la coquetterie des femmes qui sortent toujours « en blanc » et dans le plus riche apparat. On le sent critique, étudiant le pays sous tous ses aspects, admiratif de cette nature. Ses lettres à sa famille sont ponctuées de ses notes concernant les endroits qu’il visite, mais aussi d’anecdotes drôles et pittoresques comme celle où « pour finir un voyage de deux jours en diligence, la roue de devant de la voiture est sortie et tout le monde a sauté par terre sauf moi. J’ai bien fait car ils se sont tous ramassés et avaient mal au derrière. Comme j’étais à côté du cocher nous avons tiré tous les deux et au bout de 50 mètres les quatre chevaux étaient arrêtés. On a mis bien longtemps à retrouver l’écrou qui était 200 mètres en arrière ».
Ses premiers soins sont de se mettre en relation avec les personnes pour lesquelles il a des lettres de recommandation et dont la situation permet de faciliter ses travaux. Arrivé dans cette île à l’autre bout du monde, il se résout aussitôt à visiter le district aurifère d’Auckland dans l’île du nord. La Nouvelle-Zélande se divise en trois grands districts aurifères ; Auckland (île du nord), West Coast et Otago (île du sud). Les résultats sont plutôt mitigés voire négatifs et les mines qu’on lui offre sont pauvres et mal desservies. Pourtant une mine retient son attention, la Great Mercury, qu’il visite le 3 octobre 1896. Il envoie à son père quelques échantillons notamment des filons de la mine Waihi de ce district.
De janvier à avril 1897 il prospecte les mines du district de West Coast (île du sud). Mais le 7 janvier il se rend à nouveau à la mine Great Mercury pour l’étudier suivant les directives de Paris. On la lui propose pour 15,000 £ ce qui lui semble être une bonne affaire dans un premier temps et il pense pouvoir en faire tirer profit. Mais une étude plus approfondie révélera les véritables capacités de la mine qui en perdra tout attrait pour Pascal Garnier. Les exploitants des mines ont l’habitude de concentrer leur minerai avant de l’envoyer en Australie et en Europe pour l’y faire traiter par des méthodes perfectionnées non disponibles sur l’île. Et ici, comme dans la partie nord de l’île, les chemins font défaut et le moindre déplacement prend les proportions d’une expédition. Finalement il décide d’abandonner le projet Great Mercury car son filon diminuait de richesse en profondeur et retourne terminer ses études à Westport. De retour à Wellington, il fait la connaissance du Comte de Jouffroy d’Abbans, consul de France, avec qui il fait de nombreuses et fructueuses parties de chasse, mais qui lui est surtout d’une précieuse aide en facilitant ses recherches et en le présentant aux plus hautes autorités du gouvernement local.
Il redescend l'île et arrive le 20 avril jusqu'à son extrême pointe pour visiter le district aurifère d’Otago avant de revenir par Nelson et Marlborough, des mines peu intéressantes. Avant de s’embarquer d’Auckland pour la France le 25 juillet 1897, il visite encore quelques mines de soufre, de cuivre, manganèse et charbon. Les quantités en étaient insuffisantes pour l’exploitation. De plus Pascal Garnier fera remarquer lors de son compte-rendu que les mineurs locaux sont fort peu habiles et qu’on à l’habitude de les faire venir des colonies australiennes pour 8 à 10 francs par jour. 
Lors de son retour vers la France il passe par Coolgardie en Australie Occidentale en septembre 1897, comme un câble de France le lui commande, puis arrive en France par Suez en novembre. Il y rencontre, selon son père, des faits très curieux dans l’habitat de l'or. Le 5 novembre il rend compte de ses prospections au comité de la « participation B ». Rapport de liquidation des intérêts de cette société. On y apprend, entre autres, le montant de ses frais du voyage et de ses émoluments : 33 652 francs. Son compte rendu pour la Société des Ingénieurs Civils de France se fait le 4 février 1898.

### L'Australie Occidentale
Son repos est de courte durée car quelques jours après son compte-rendu du 4 février 1898 il repart dans cette région de l’Océanie et plus exactement en Australie Occidentale, à Coolgardie. Lors de ce voyage, rejoint quelque temps après par son père, il a pour but principal de contrôler des propriétés minières appartenant à une compagnie franco-australienne. Lors de son retour de Nouvelle-Zélande, il avait déjà effectué une rapide étude de ces parages et c’est le genre particulier des formations géologiques qu’on y rencontre qui décide Jules Garnier à accompagner son fils. L’Australie est alors peu peuplée, c'est une contrée suffocante de chaleur et de nombreux espaces n’ont pas encore été foulés par l’homme blanc. Il existe bien quelques lignes de chemin de fer mais un des meilleurs moyens de transport sur ce sol desséché reste la bicyclette ou plus surprenant, le dromadaire. À cette époque des villes champignons apparaissent à proximité des mines récemment découvertes. L’Australie vit au rythme de la découverte de son sous-sol.
Après quelques mois consacrés à une étude sans relâche, Jules Garnier doit rentrer en France, se trouvant très affaibli par la fatigue et les privations, laissant son fils poursuivre leurs travaux. Cette séparation allait être définitive, car Jules Garnier reçoit, peu après son retour, un télégramme lui annonçant que son fils vient de succomber, emporté par une fièvre attribuée surtout à l'excès de fatigue. 
Pascal Garnier est décédé à l’âge de 26 ans dans la ville de Coolgardie, le 26 juin 1898. Le rapatriement de son corps est facilité par l’aide sur place de la famille Pascal avec laquelle il s’était lié d’amitié depuis son séjour en Nouvelle-Zélande.

## Publication sur sa mort
Lors de son inhumation à Saint-Étienne dans le caveau familial, le Mémorial de la Loire publie le vendredi 7 décembre 1900 : « Hier un cortège qu’on aurait souhaité plus nombreux, a conduit à sa dernière demeure M. Pascal Garnier, décédé au Transvaal. Pascal Garnier était le fils de M. Jules Garnier, l'ingénieur bien connu et qui fut surnommé le père du nickel, et le minerai qu’il découvrit fut longtemps nommé la garniérite. Le deuil était conduit par MM. Jules Garnier, père du défunt ; Gilbert Garnier et A. Garnier, ses frères, et les membres de la famille, parmi lesquels nous remarquions MM Borie, notaire honoraire et Léon Tardieu. Dans le cortège, MM Henri Charvet, Jean Jacques Epitalon, président de « l’alliance française » ; Bory, avoué ; Sablière, notaire ; Valavaud, secrétaire de la Société de Géographie commerciale, etc. ».